# بلبل التمر
النغري أو بلبل التمر أو البلبل أصفر البطن (الاسم العلمي: Pycnonotus goiavier) (بالإنجليزية: Yellow-vented Bulbul)‏ هو نوع من الطيور يتبع جنس البلبل من الفصيلة البلابل. من الطيور المقيمة بمنطقة الخليج العربي وما جاورها، وفي العراق والمملكة العربية السعودية بإقليم الأحساء والقطيف.

## البيئة
البيئة: الأشجار والغابات خصوصًا بساتين النخيل والوديان ذات الغطاء النباتي حيث يعشش في الأشجار والشجيرات ومزارع النخيل.

## وصف الطائر
بلبل بحجم السمنة الصغيرة وغالبًا ما يقوم بحركات وتنقلات سريعة. يتميز بسواد رأسه ويغطي معظم جسمه اللون الرمادي، بينما تتميز منطقة العجز والذيل بلون أصفر. ذيله أسود فاتح مع أطراف بيضاء، وحلقة العين بيضاء ووجنتاه بيضاوان. يبلغ طوله من المنقار إلى الذيل ما بين 19-21 سم، بينما تتراوح الأجنحة ما بين 20-25 سنتيمترًا. لا يوجد اختلاف كبير بين الجنسين، وصغاره يمتلكون ظهرًا بني اللون وحلقة العين لديهم أقل وضوحًا من البالغين.

## الذكر والأنثى
يتميز الذكر عن الأنثى بضخامة جسمه ورأسه الأكبر نسبيًا. يكون بياض الخدين لدى الذكر شبه متصل من الأسفل، بينما يشكل بياض الخدين لدى الأنثى مساحة أصغر. كما أن وقفته أكثر انتصابًا، وتكون رجلا الأنثى أكثر انفراجًا. ومنقار الأنثى يكون أطول وأدق. إلا أن هذه الاختلافات غير دقيقة، فلا يمكن تمييز الجنس بشكل مؤكد إلا بتحليل الحمض النووي.

## التزاوج
تبدأ عملية التزاوج بحركات غزلية وهي تحريك الجناحين ببطء مع تغريد خفيف، ويتزاوجان في أثناء الطيران.

## التكاثر
يبدأ موسم التكاثر في الربيع بين شهري فبراير ومايو. يكون العش فنجاني الشكل، وتضع الأنثى بين 2 و4 بيضات بيضاء إلى بنفسجية وردية منقطة بلون بني محمر. يتعاون الزوجان في حضانة البيض، والتي تستمر حوالي 14 يومًا. كما يتشارك الأبوان أيضًا في تغذية الصغار، وتصل الفراخ إلى سن الطيران في عمر 13 إلى 15 يومًا. وعندما تكون الظروف مهيأة، يكرر الزوجان عملية التعشيش بعد طيران الفراخ.

## أعشاشها
تبني أعشاشها على الأشجار بأشكال دائرية ملفوفة وتستخدم الألياف والعيدان في بنائه.

## التغذية
تتغذى على التمر والفواكه والخضروات والحبوب بالإضافة إلى اقتناصها للحشرات.